# Słupowiec
Słupowiec – kolonia w Polsce położona w województwie kujawsko-pomorskim, w powiecie nakielskim, w gminie Kcynia.
Słupowiec leży na pograniczu województwa kujawsko-pomorskiego i wielkopolskiego. Należy do parafii Smogulec.
W latach 1975–1998 miejscowość należała administracyjnie do województwa bydgoskiego.